# Zhou Jiping

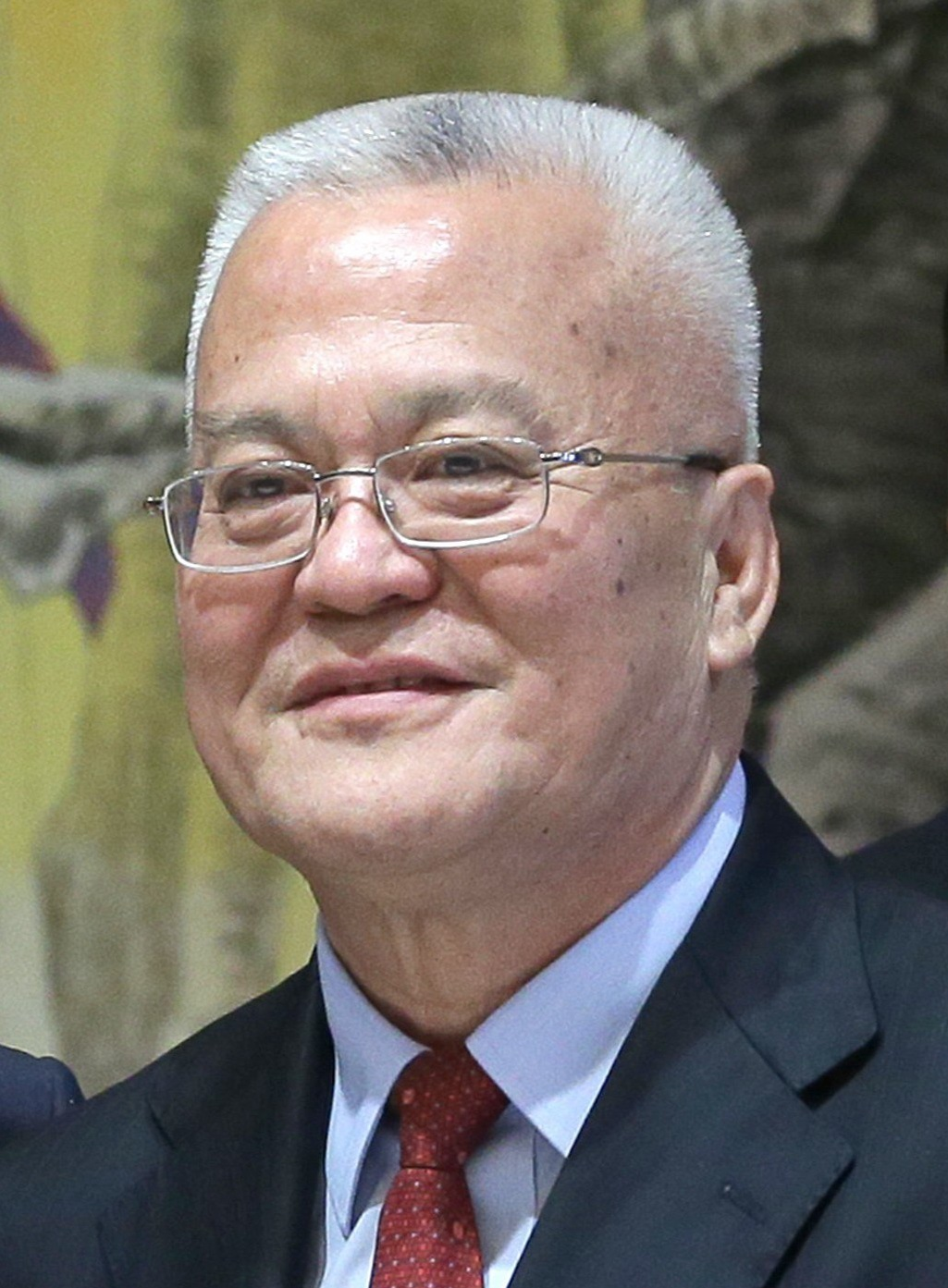
Zhou Jiping

Zhou Jiping (chinesisch 周吉平, Pinyin Zhōu Jípíng; * März 1952) ist ein chinesischer Manager.

## Leben
Zhou studierte Geologie an der China University of Petroleum in Peking. Als Geologe erhielt er eine Anstellung beim chinesischen Unternehmen Petrochina und stieg in diesem Unternehmen bis zum Konzernchef auf. Im August 2010 gab Zhou bekannt, die Auslandsgeschäfte von Petrochina stark auszuweiten. Es stünden auch Kooperationen mit BP und Conoco Phillips in Verhandlung. Seit 2013 ist er als Nachfolger des chinesischen Managers Jiang Jiemin Geschäftsführer des Mutterkonzerns China National Petroleum Corporation (CNPC). Anfang März 2014 gab Zhou bekannt, dass sich das Staatsunternehmen CNPC in sechs Geschäftsfeldern privaten Investoren öffnet, auch im Ausland.